# Ołeksij Horodow
Ołeksij Anatolijowycz Horodow (ukr. Олексій Анатолійович Городов; ur. 28 sierpnia 1978) – ukraiński piłkarz, grający na pozycji pomocnika.

## Kariera piłkarska

### Kariera klubowa
Wychowanek Internatu Sportowego w Ługańsku. W 1996 rozpoczął karierę piłkarską w klubie Chimik Siewierodonieck. Na początku 1997 przeszedł do Zorii Ługańsk, a latem został piłkarzem CSKA Kijów, w barwach którego 5 października 1997 debiutował w Wyższej lidze. Następnie występował tylko w klubach Prykarpattia Iwano-Frankowsk, FK Ołeksandrija, Illicziweć Mariupol, Borysfen Boryspol oraz Nywa Winnica. Latem 2005 powrócił do Zorii. Podczas przerwy zimowej sezonu 2006/07 przeszedł do FK Charków. W 2009 bronił barw klubów, w których już występował wcześniej - CSKA i Zoria. Podczas przerwy zimowej sezonu 2009/10 przeszedł do Zirki Kirowohrad.

## Sukcesy

### Sukcesy klubowe
- mistrz Pierwszej lihi: 2006